# Schaal Sels 2017
La Schaal Sels 2017, novantunesima edizione della corsa, valida come evento dell'UCI Europe Tour 2017 categoria 1.1, si svolse il 27 agosto 2017 su un percorso di 188,2 km. Fu vinta dall'olandese Taco van der Hoorn, che concluse la gara in 4h29'59" alla media di 41,82 km/h, seguito dai belgi Wout Van Aert e Tim Merlier, arrivati rispettivamente secondo e terzo.
Dei 121 ciclisti alla partenza furono 38 a portare a termine la gara.

## Squadre partecipanti
| N.    | Cod. | Squadra                      |
| ----- | ---- | ---------------------------- |
| 1-8   | WIL  | Vérandas Willems-Crelan      |
| 11-17 | TLJ  | Team Lotto NL-Jumbo          |
| 21-28 | WGG  | Wanty-Groupe Gobert          |
| 31-38 | SVB  | Sport Vlaanderen-Baloise     |
| 41-48 | WVA  | WB Veranclassic Aqua Protect |
| 51-57 | GAZ  | Gazprom-RusVelo              |
| 61-68 | NIP  | Nippo-Vini Fantini           |
| 71-78 | RNL  | Roompot-Nederlandse Loterij  |
| 81-86 | ICA  | Israel Cycling Academy       |

| N.      | Cod. | Squadra                        |
| ------- | ---- | ------------------------------ |
| 91-96   | TIS  | Tarteletto-Isorex              |
| 101-108 | AAS  | AGO-Aqua Service               |
| 111-118 | PSV  | Pauwels Sauzen-Vastgoedservice |
| 121-128 | CIB  | Cibel-Cebon                    |
| 131-138 | SKT  | An Post-ChainReaction          |
| 141-145 | CCB  | CCB Velotooler                 |
| 151-158 | CCD  | Differdange-Losch              |
| 161-168 | STF  | Start-Vaxes                    |

## Ordine d'arrivo (Top 10)
| Pos. | Corridore          | Squadra     | Tempo    |
| ---- | ------------------ | ----------- | -------- |
| 1    | Taco van der Hoorn | Roompot     | 4h29'59" |
| 2    | Wout Van Aert      | Veranda's   | a 2"     |
| 3    | Tim Merlier        | Veranda's   | a 3"     |
| 4    | Amund G. Jansen    | Lotto-Jumbo | s.t.     |
| 5    | Lukas Spengler     | WB Verancl. | s.t.     |
| 6    | Ludwig De Winter   | WB Verancl. | a 57"    |
| 7    | Martijn Budding    | Roompot     | a 59"    |
| 8    | Stijn Steels       | Vlaanderen  | s.t.     |
| 9    | Dennis van Winden  | Israel      | a 1'12"  |
| 10   | Mihkel Räim        | Israel      | s.t.     |